# Sommerviller
Sommerviller ist eine französische Gemeinde mit 1002 Einwohnern (Stand 1. Januar 2022) im Département Meurthe-et-Moselle in der Region Grand Est (bis 2015 Lothringen). Sie gehört zum Arrondissement Nancy (bis 2022: Arrondissement Lunéville) und ist Mitglied im Gemeindeverband Communauté de communes des Pays du Sel et du Vermois. Die Bewohner werden Sommervillois und Sommervilloises genannt.

## Geografie
Sommerviller liegt etwa 15 Kilometer südöstlich von Nancy und etwa 10 Kilometer nordwestlich von Lunéville im Tal des Flüsschens Sânon, das einige Kilometer westlich bei Dombasle-sur-Meurthe in die Meurthe mündet. Parallel zum Fluss durchquert auch der Rhein-Marne-Kanal die Gemeinde.
Umgeben wird Sommerviller von den vier Nachbargemeinden:
| Haraucourt           |                                             |          |
|                      | Kompassrose, die auf Nachbargemeinden zeigt | Crévic   |
| Dombasle-sur-Meurthe |                                             | Flainval |

Oberhalb des rechten Ufer des Sânon wird in geringem Maße Wein angebaut. Fast zwei Drittel der Fläche der Gemeinde werden landwirtschaftlich genutzt, etwa 21 % ist bewaldet. Crévic liegt fernab von größeren Verkehrsachsen. Die Route départementale D 2 verbindet die Gemeinde mit den Nachbargemeinden Dombasle-sur-Meurthe im Westen und Crévic im Osten.

## Toponymie
Ältere Schreibweisen lauteten: Samerviler (1178), Samervile (1186), Soumerviller (1353).

## Bevölkerungsentwicklung
| Jahr      | 1962 | 1968 | 1975 | 1982 | 1990 | 1999 | 2009 | 2019 |
| Einwohner | 831  | 838  | 978  | 953  | 955  | 954  | 904  | 994  |

## Sehenswürdigkeiten
- Kirche Saint-Gérard, erbaut 1740
- Friedhofskapelle Guyon

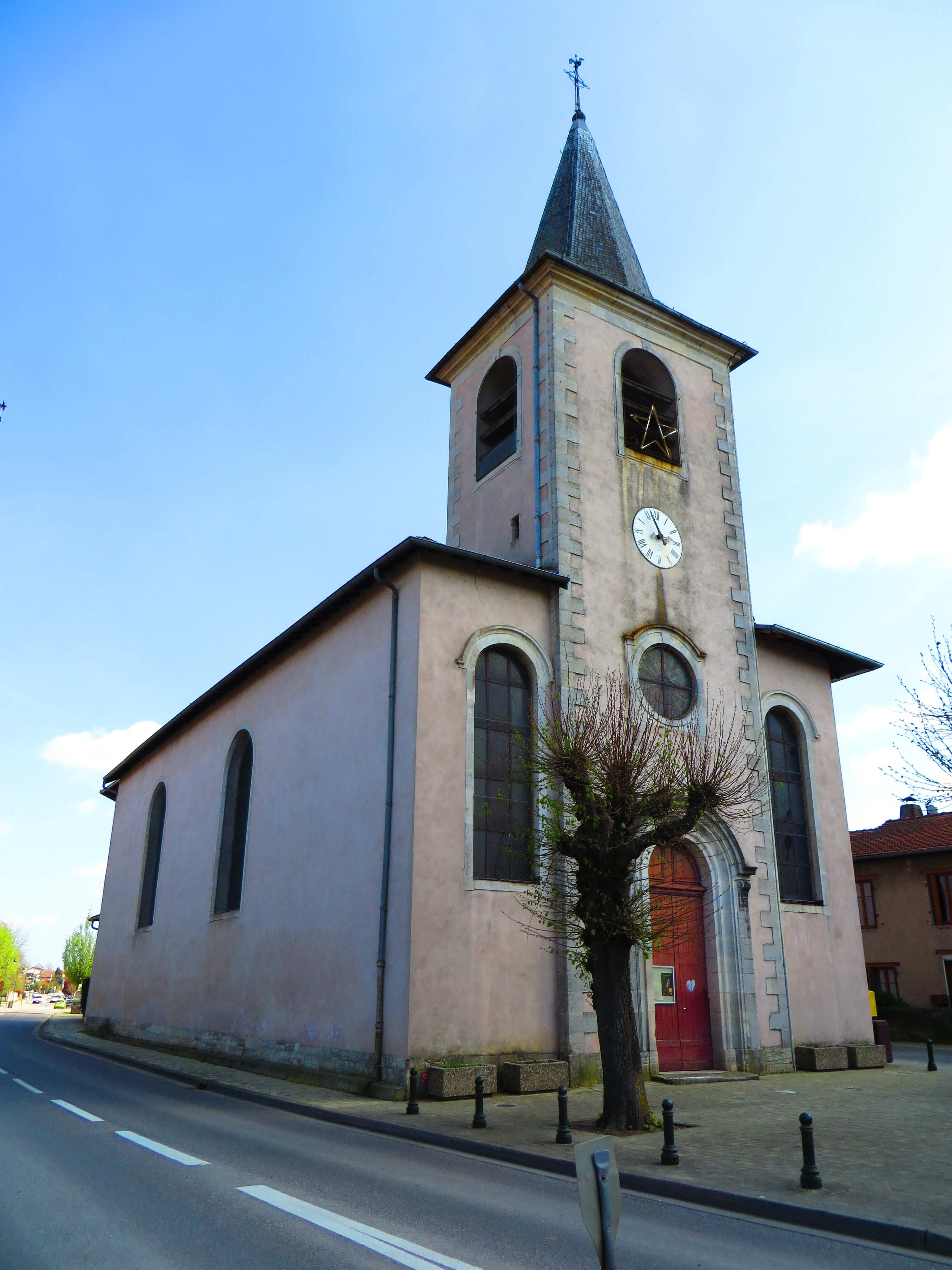
Kirche Saint-Gérard
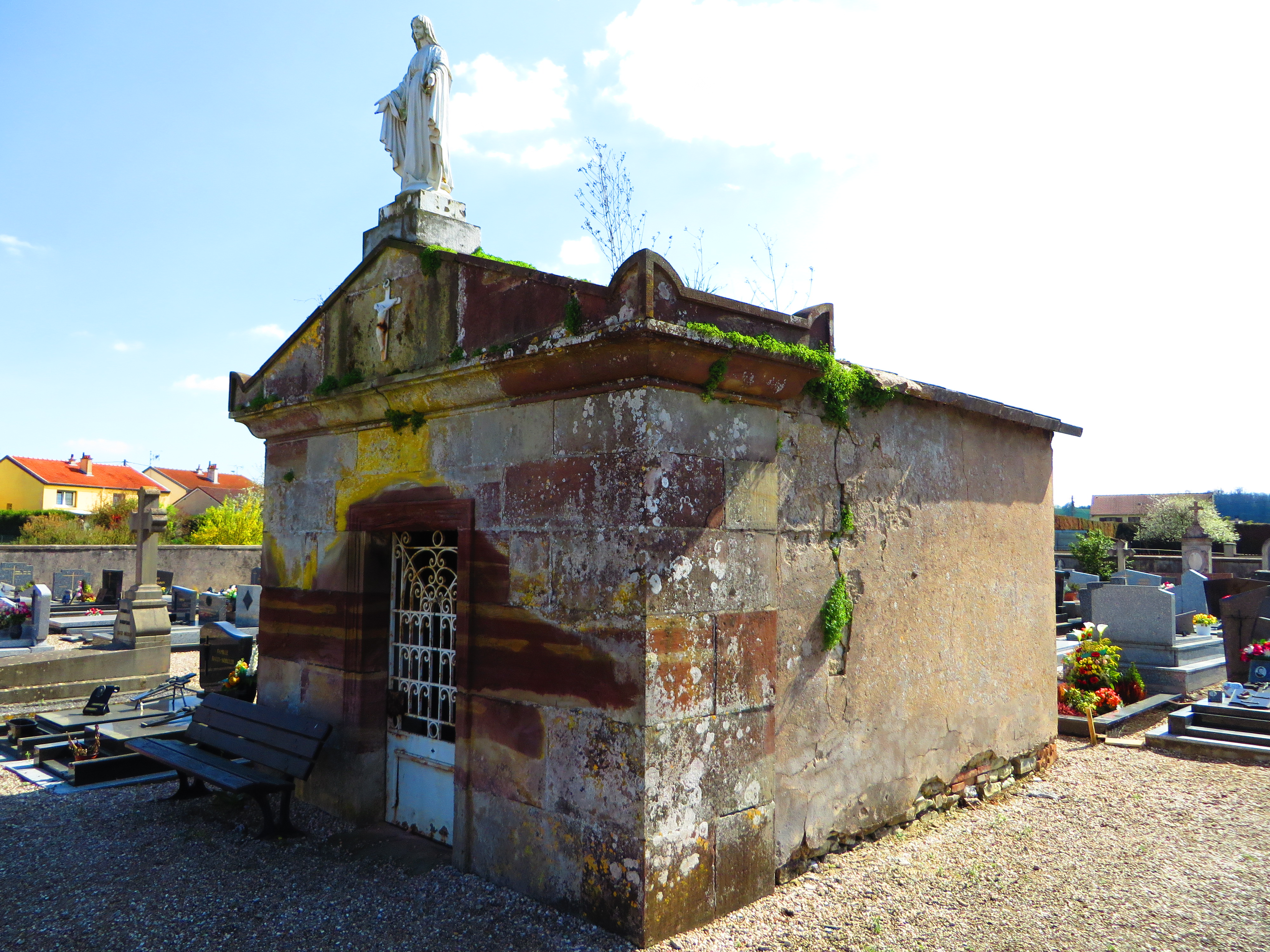
Kapelle Guyon